# Heodes ruehli
Heodes ruehli är en fjärilsart som beskrevs av Turati 1911. Heodes ruehli ingår i släktet Heodes och familjen juvelvingar. Inga underarter finns listade i Catalogue of Life.